# Syndrome de Gradenigo
Le syndrome de Gradenigo, également appelé syndrome de Gradenigo-Lannois,, est une complication de l'otite moyenne et de la mastoïdite qui touche l'apex de l'os temporal pétreux. Il a été décrit pour la première fois par Giuseppe Gradenigo en 1904.